# New Ash Green
New Ash Green – wieś w Anglii, w hrabstwie Kent, w dystrykcie Sevenoaks. Leży 20 km na północny zachód od miasta Maidstone i 34 km na południowy wschód od centrum Londynu.